# Dávid Korisánszky
Dávid Korisánszky (Budapest, 10 de febrero de 1993) es un deportista húngaro que compite en piragüismo en la modalidad de aguas tranquilas. Ganó tres medallas de bronce en el Campeonato Mundial de Piragüismo entre los años 2013 y 2021.

## Palmarés internacional
| Campeonato Mundial | Campeonato Mundial     | Campeonato Mundial | Campeonato Mundial |
| Año                | Lugar                  | Medalla            | Competición        |
| ------------------ | ---------------------- | ------------------ | ------------------ |
| 2013               | Duisburgo (Alemania)   | Medalla de bronce  | C4 1000 m          |
| 2014               | Moscú (Rusia)          | Medalla de bronce  | C1 4 × 200 m       |
| 2021               | Copenhague (Dinamarca) | Medalla de bronce  | C2 200 m mixto     |